# Goldmaske des Psusennes I.
Die Goldmaske des Psusennes I., auch Totenmaske des Psusennes I., stammt aus dessen Grab in Tanis. Psusennes I. war der 3. altägyptische König (Pharao) der 21. Dynastie (Dritte Zwischenzeit) und regierte von 1039 bis 991 v. Chr. Die Goldmaske befindet sich mit der Inventarnummer JE 85913 in der Ausstellung im Ägyptischen Museum in Kairo.

## Fundgeschichte
Das Grab Psusennes’ I. wurde von Pierre Montet während seiner Grabungen 1939 in Tanis (Unterägypten) entdeckt. In dem mit Nr. 3 bezeichneten Grab war die Grabkammer des Königs unberührt. Diese enthielt, ähnlich dem Grab Tutanchamuns, eine umfangreiche Begräbnisausstattung, die unter anderem Uschebtis, Kanopenkrüge sowie Gefäße aus Gold und Silber umfasste. In dem zweiten Sarkophag aus sogenanntem schwarzen Granit befand sich ein Sarg aus massivem Silber, in dem die in Binden gewickelte und schlecht erhaltene Mumie des Königs mit der goldenen Totenmaske lag. Die Funde aus dem Grab wurden am 7. März 1940 in das Museum in Kairo transportiert. Die Goldmaske wurde erst danach entfernt, um weitere Untersuchungen durchführen zu können.

## Material und Verarbeitung
Die lebensgroße Maske Psusennes I. ist ein Kunststück der altägyptischen Goldschmiedekunst. Sie besteht aus zwei Teilen getriebenen und polierten Goldblechs. Die Goldmaske wird auf der Innenseite von fünf umgebogenen Goldnägeln zusammengehalten. Der hintere Teil der Maske besteht aus dickerem Goldblech als der vordere. Die wenigen Einlagen sind aus weißem und dunklem Glasfluss für Augen, Augenbrauen und Augenumrandung sowie aus Lapislazuli für das angedeutete Band an den Wangen, das den Königsbart hält. Der geflochtene und am Ende eingerollte Königsbart ist an der Maske ebenfalls mit einem kleinen, umgebogenen Goldnagel befestigt.
Das Edelmetall Gold war im alten Ägypten „sonnengleich“ und galt als „Fleisch der Götter“. Seine Eigenschaft, nicht wie andere Metalle zu korrodieren oder sich zu massiv zu verändern, machte es zu einem unvergänglichen Material, das mit Unsterblichkeit gleich gesetzt wurde und dem Toten den Zugang zur Unterwelt an der Seite der Götter garantierte.
Die Maske ist sehr gut erhalten und weist nur geringfügige Beschädigungen im Bereich des rechten Auges und den feinen Linien an den Wangen auf.

## Porträt des Königs
Die jugendlichen Gesichtszüge des Königs sind, wie bei vielen altägyptischen Porträts, idealisiert und von vollendeter Reinheit. Psusennes I. trägt das Nemes-Kopftuch mit der Uräusschlange, der Landesgöttin Unterägyptens, Wadjet, an der Stirn. Brust und Schultern sind von einem breiten Halskragen (Wesech) bedeckt. Dieser hat 12 angedeutete Perlenreihen und drei weitere und breitere Reihen mit Tropfen-, Pflanzen- beziehungsweise Blütenmotiven. Die letzte Reihe zeigt Lotosblüten. Ein weiteres königliches Attribut ist neben der Kobra der Königs- oder Zeremonialbart.

## Die Totenmaske im Vergleich

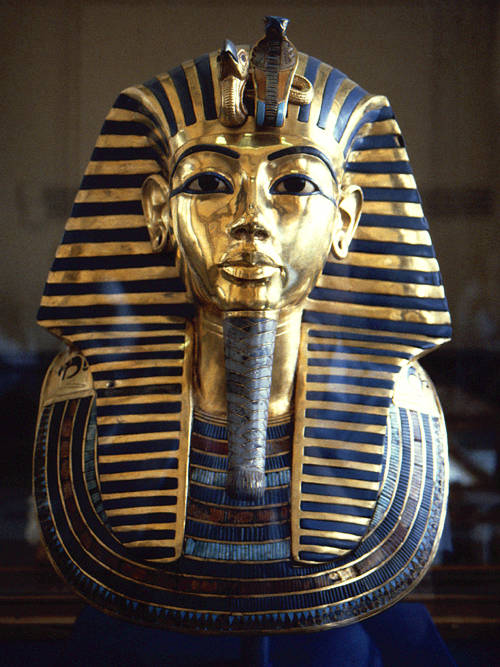
Totenmaske des Tutanchamun

Die Goldmaske ist ein typisches Beispiel für die Kunsthandwerker aus Tanis, die Arbeiten „in technischer Vollkommenheit und ausgewogenen Formen geschaffen haben“. Nach Henri Stierlin ist die Goldmaske Psusennes I. durchaus mit der von Tutanchamun vergleichbar, allerdings hält sie nach Nicholas Reeves „einem Vergleich hinsichtlich der verwendeten Materialien und der Ausführung nicht stand“.